# Orte Sogn
Orte Sogn er et sogn i Assens Provsti (Fyens Stift).
I 1800-tallet var Orte Sogn anneks til Skydebjerg Sogn. Begge sogne hørte til Båg Herred i Odense Amt. Skydebjerg-Orte sognekommune blev ved kommunalreformen i 1970 indlemmet i Aarup Kommune, som ved strukturreformen i 2007 indgik i Assens Kommune.
I Orte Sogn ligger Orte Kirke.
I sognet findes følgende autoriserede stednavne:
- Brændholt (bebyggelse)
- Ellemose Have (bebyggelse)
- Frøbjerg (bebyggelse, ejerlav)
- Frøbjerg Banker (bebyggelse)
- Frøbjerg Bavnehøj (areal)
- Frøbjerg Vænge (bebyggelse)
- Hestbjerg (bebyggelse)
- Kalbjergtorn (bebyggelse)
- Knoldshave (bebyggelse)
- Krogmark (bebyggelse)
- Ladegård (bebyggelse, ejerlav)
- Ladegård Mark (bebyggelse)
- Ladegårdskov (bebyggelse)
- Langkrog (bebyggelse)
- Moselund (bebyggelse)
- Nordenhave (bebyggelse)
- Nyløkke (bebyggelse)
- Orte (bebyggelse, ejerlav)
- Topgaard (bebyggelse, ejerlav)
- Pejrup (bebyggelse)
- Skovhuse (bebyggelse)
- Stumphul Huse (bebyggelse)
- Temmeshave (bebyggelse)
- Vejsmark (bebyggelse)
- Vesterlund (bebyggelse)
- Vædebjerg (bebyggelse)
- Ålsmose (bebyggelse)